# Al Pitrelli
Al Pitrelli est un guitariste de metal américain né le 26 septembre 1962 à New York.

## Biographie
Après avoir étudié à la Berklee College of Music au cours des années 1980, il commence sa carrière en jouant aux côtés du chanteur Michael Bolton. Il participera par la suite de 1989 à 1995, aux tournées d'Alice Cooper. Parallèlement, il intègre le groupe Asia et participe à l'enregistrement des albums Aqua en 1992 et Aria en 1993.
En 1995, il rejoint le groupe Savatage. Il enregistre Dead Winter Dead (1995) et The Wake of Magellan (1998). Il est à ce moment sollicité par le producteur du groupe, Paul O'Neill, à participer au projet Trans-Siberian Orchestra.
Début 2000, à la suite du départ de Marty Friedman du groupe Megadeth, Dave Mustaine contacte Al Pitrelli (sur les conseils de son batteur Jimmy DeGrasso) et lui demande de participer à l'audition de son nouveau guitariste soliste. Il obtiendra les faveurs du leader de Megadeth au détriment de James Murphy (Testament) et de Stef Burns (Y&T, Alice Cooper) et officiera dans le groupe jusqu'en 2002, année durant laquelle le groupe se sépare à la suite de la blessure de Dave Mustaine.

Avec Megadeth, il participera à l'enregistrement de l'album The World Needs a Hero et au DVD live Rude Awakening.
Il revient rapidement au sein du groupe Savatage dès 2002 et continue son travail au sein du Trans-Siberian Orchestra. Parallèlement, il crée avec sa femme, Jane Mangini (pianiste au sein de TSO), le projet musical : O'2L.
Il a également travaillé avec les groupes Danger Danger, Blue Öyster Cult, The Randy Coven Band et Widowmaker le groupe de Dee Snider de Twisted Sister. 